# Mena de Babia
Mena de Babia es un pueblo de la provincia de León, España. Enclavado en el municipio de Cabrillanes, forma parte de la comarca de Babia, una de las comarcas declaradas por la Unesco como reserva de la Biosfera en 2004. 
El pueblo está a 85 km de León, y a 1,3 km de la cabeza del municipio. En 2009 contaba con 47 habitantes, cuya principal actividad es la ganadería de bovino, ovino y equino. Todo ello a nivel de subsistencia familiar, de autoconsumo.
Se encuentra a 1265 m s. n. m., en un paisaje de singular belleza. En tiempos se cuenta que hubo hasta 5 ermitas de la que solo queda en pie el de la Virgen de los Remedios, que preside el pueblo desde el alto, y cuya festividad se celebra el primer viernes de julio. 
Parece ser que en la Edad Media, durante la Reconquista, en el alto de la Peña del Castillo, hubo una fortificación con fines defensivos.
Cuenta con una piscina fluvial desde 2003, que se usa solo durante los meses de verano, lógicamente, debido al frío de sus aguas fluviales, que discurren desde su nacimiento unos kilómetros más arriba, sin cruzarse con ningún pueblo ni fuente de contaminación. 
Del frío del agua pueden dar testimonio los cientos de veraneantes o turistas que acuden a bañarse en sus aguas y a tomar el sol en su ribera, así como las gélidas temperaturas que se alcanzan en invierno, con picos negativos de -28 °C en febrero de 2005. Esta temperatura es aún más baja que la registrada como récord oficial de España, de -24 °C.
Cuenta con numerosos y bellos paisajes, además de magníficas y extensas praderas, así como una rica fauna autóctona.
- Datos: Q6010133